# Tonnerre sous les tropiques
Pour plus de détails, voir Fiche technique et Distribution.
Tonnerre sous les tropiques (Tropic Thunder) est un film américano-britannique réalisé par Ben Stiller, sorti en 2008.
Il raconte le tournage de l'adaptation de l'autobiographie d'un vétéran de la guerre du Viêt Nam par un metteur en scène dépassé par ses vedettes. Sa tentative de reprendre le tournage en main dans un style cinéma-vérité plonge les acteurs dans un conflit réel.

## Synopsis
Tonnerre sous les tropiques, le livre de John « Feuille de trèfle » Tayback, un vétéran de la guerre du Viêt Nam dont les mains, arrachées par une grenade, ont été remplacées par des crochets, est adapté au cinéma. À l'exception du jeune comédien débutant Kevin Sandusky (et le seul à avoir lu le livre de John « Feuille de trèfle » Tayback pour se préparer au tournage du film), les autres acteurs (Tugg Speedman, vedette de film d'action sur le déclin ; Kirk Lazarus, comédien australien multi-récompensé adepte de la méthode Actor's studio ; Jeff Portnoy, star droguée du cinéma comique ; et Alpa Chino, gangsta-rappeur cliché) font leurs caprices de stars. Le réalisateur du film, le Britannique Damien Cockburn, est incapable de gérer les égos surdimensionnés de ses acteurs vedettes pendant le tournage d'une scène importante et, cinq jours après le début du tournage, le retard est déjà d'un mois. Pire : le décor explose avant de pouvoir filmer l'explosion dû à un quiproquo !
Cockburn est sommé par son producteur, le grossier Les Grossman, de remettre le tournage sur la bonne voie. Tayback propose alors au réalisateur une nouvelle expérience de tournage de style cinéma-vérité : Cockburn et lui déposent les cinq acteurs et une équipe réduite dans la jungle, où ont été installés des mini-caméras et des explosifs, simulant les effets des grenades, pour faire un film de style guérilla. Ils leur laissent le strict minimum : une carte et la liste des scènes. L'équipe ignore qu'elle a été déposée involontairement au cœur du Triangle d'or, dans le périmètre de trafiquants de drogue qui se font appeler les « Dragons flamboyants ». Cockburn marche dès l'arrivée sur une mine et meurt dans l'explosion. Tugg Speedman, convaincu qu'il ne s'agit que d'effets spéciaux, persuade ses quatre co-vedettes de poursuivre ce qu'il considère toujours comme un tournage et ils entament ensemble leur périple dans la jungle.
Cherchant à localiser le corps de leur metteur en scène, Cody, le spécialiste des effets spéciaux, et Tayback se font capturer par les « Dragons flamboyants ». Cody découvre que « Four Leaf » n'a pas perdu ses mains et que l'histoire du livre n'est que pur mensonge, le soi-disant vétéran ayant fait son service militaire au département sanitaire des douanes, sans avoir jamais quitté les États-Unis. Pendant ce temps, Sandusky et Lazarus s’aperçoivent que Speedman, qui prétend les guider avec la carte, les a menés dans la mauvaise direction. Fatigués de marcher et espérant du secours, ils abandonnent Speedman qui, laissé à lui-même, tue malencontreusement un panda et se fait lui aussi capturer par les trafiquants de drogue. Transporté dans leur camp, Speedman s'imagine qu'il s'agit d'un décor et continue à interpréter son personnage. Les trafiquants découvrent qu'il est également la star de leur film préféré, Simple Jack – qui a connu un échec critique et public aux États-Unis – dans lequel il incarne un handicapé mental, et le forcent à rejouer leurs scènes favorites sur une petite scène de théâtre plusieurs fois par jour.
Pendant ce temps, à Los Angeles, l'agent et meilleur ami de Speedman, Rick, se rend chez Grossman pour lui faire respecter une clause du contrat dans lequel il est spécifié que la star doit disposer d'un TiVo. C'est alors que les « Dragons flamboyants » l'appellent avec le téléphone de Speedman et exigent une rançon. Grossman refuse de négocier avec eux, les insultant et les injuriant copieusement à plusieurs reprises. Il essaye de convaincre Rick d'abandonner Speedman et d'encaisser l'assurance, essayant de le corrompre en lui promettant un jet privé et son équipage au complet, le tout en dansant sur la chanson Low de Flo Rida et T-Pain.
Chino, qui a involontairement révélé son homosexualité à ses collègues, Portnoy, qui est en manque, Lazarus, plus que jamais immergé dans son personnage de noir américain au bord du cliché qui agace Chino, et Sandusky découvrent la planque des trafiquants, en train de torturer Speedman. Ils improvisent une mission de sauvetage basée sur le scénario de Tonnerre sous les tropiques. Lazarus se fait passer pour un agriculteur, ayant fait « prisonnier » Portnoy, afin de distraire les gardes pour qu'Alpa et Kevin localisent les captifs. Ils sont démasqués à cause des incohérences de l'histoire de l'acteur australien. Ayant tenu un moment les trafiquants en respect avec leurs armes chargées à blanc, les acteurs sont bientôt les cibles de ripostes à balles réelles. Ils localisent Tayback, Cody et Speedman, les libèrent, récupèrent des explosifs et s'échappent pour rejoindre l'hélicoptère qui les attend de l'autre côté d'un pont. Speedman, dont la raison a été ébranlée par sa captivité, décide de rester avec les trafiquants, où il s'imagine avoir trouvé un fils adoptif et une raison de vivre, mais il comprend qu'il s'est lourdement trompé et essaye de rejoindre le reste de l'équipe, poursuivi par tous les trafiquants. Tayback fait sauter le pont et ils décollent. Le chef des « Dragons flamboyants », un gamin énervé d'une douzaine d'années, essaye de les pulvériser au lance-roquettes, mais Rick, qui a rejoint l'équipe, les sauve grâce au TiVo adroitement lancé entre la roquette et l'hélicoptère.
L'équipe, de retour à Hollywood, avec les images tournées par les caméras disséminées dans la jungle, monte un film qui va connaître un énorme succès critique et commercial. Speedman, dont la carrière est relancée, se voit récompensé, pour la première fois, par l'Oscar du meilleur acteur. Tous ses amis sont présents à la cérémonie : Chino, en couple avec Lance Bass (ancien membre du boys band N'Sync), Sandusky qui sort avec Jennifer Love Hewitt, Portnoy et, enfin, Lazarus, qui lui remet le trophée. Les Grossman, qui assiste à la cérémonie à la télé depuis son bureau, explique à son assistant sa satisfaction du travail qu'il a effectué sur le film.

## Fiche technique
Sauf indication contraire, les informations mentionnées dans cette section peuvent être confirmées par les bases de données cinématographiques IMDb et Allociné,  présentes dans la section « Liens externes ».
- Titre original : Tropic Thunder
- Titre français : Tonnerre sous les Tropiques
- Réalisation : Ben Stiller
- Scénario : Etan Cohen, Ben Stiller et Justin Theroux, d'après une histoire originale de Ben Stiller et Justin Theroux
- Musique : Theodore Shapiro
- Direction artistique : Richard L. Johnson et Dan Webster
- Décors : Jeff Mann
- Costumes : Marlene Stewart
- Photographie : John Toll
- Son : Ron Bartlett, Jim Brookshire, Doug Hemphill, Craig Henighan
- Montage : Greg Hayden (de)
- Production : Stuart Cornfeld, Eric McLeod, Ben Stiller
  - Production déléguée : Justin Theroux
  - Production associée : Matt Eppedio
  - Coproduction : Brian Taylor
  - Post-production : Patrick Esposito
- Sociétés de production :
  - États-Unis : Red Hour Films, présenté par DreamWorks
  - Royaume-Uni : en association avec Goldcrest Pictures
  - Allemagne : en association avec la production cinématographique internationale Stella-Del-Sud Second GmbH & Co. KG
- Sociétés de distribution : Paramount Pictures (États-Unis, Royaume-Uni) ; Paramount Pictures France (France)[1] ; Universal Pictures International (Allemagne, Suisse romande)
- Budget : 92 millions USD[2],[3]
- Pays de production :  États-Unis,  Royaume-Uni[4],[N 1]
- Langues originales : anglais, mandarin
- Format : couleur (DeLuxe) — 35 mm — 2,39:1 (Panavision) — son SDDS / Dolby Digital / DTS
- Genre : action, comédie, guerre
- Durée : 107 minutes ; 121 minutes (Director's cut)
- Dates de sortie[5] :
  - États-Unis, Québec : 13 août 2008[6]
  - Allemagne : 18 septembre 2008
  - Royaume-Uni : 19 septembre 2008
  - Suisse romande : 8 octobre 2008[7]
  - France, Belgique : 15 octobre 2008[8],[9]
- Classification[10] :
  - États-Unis : les enfants de moins de 17 ans doivent être accompagnés d'un adulte (R – Restricted)[N 2]
  - Royaume-Uni : interdit aux moins de 15 ans (15 - Suitable only for 15 years and over)[11]
  - Allemagne : interdit aux moins de 12 ans (FSK 12)
  - France : tous publics[12]
  - Belgique : tous publics (Alle Leeftijden)[9]
  - Suisse romande : interdit aux moins de 14 ans[13]
  - Québec : 13 ans et plus (violence) (13+ / 13 years and over)[6]

## Distribution
- Ben Stiller (VF : Maurice Decoster) : Tugg Speedman
- Jack Black (VF : Philippe Bozo) : Jeff Portnoy
- Robert Downey Jr. (VF : Bernard Gabay) : Kirk Lazarus
- Nick Nolte (VF : Alain Dorval) : John « Feuille de trèfle » Tayback (John « Four Leaf » Tayback en VO)
- Jay Baruchel (VF : Donald Reignoux) : Kevin Sandusky
- Brandon T. Jackson (VF : Diouc Koma) : Alpa Chino
- Danny McBride (VF : Stéphane Bazin) : Cody Underwood
- Steve Coogan (VF : Hervé Rey) : Damien Cockburn
- Tom Cruise (VF : Jean-Philippe Puymartin) : Les Grossman
- Bill Hader (VF : Alexis Victor) : Rob Slolom
- Matthew McConaughey (VF : Axel Kiener) : Rick « le Pineur » Pine (Rick « Pecker » Peck)
- Reggie Lee (VF : Tristan Petitgirard) : Byong, membre du gang Flamboyant Dragon
- Brandon Soo Hoo : Tran, membre du gang Flamboyant Dragon
- Anthony Ruivivar : le sergent tué d'une balle dans la tête
- Christine Taylor : Rebecca, l'actrice du film « Simple Jack »
- Yvette Nicole Brown : l'assistante de Rick Peck
- Mini Anden : la secrétaire de Les Grossman
- Miko Hughes : le DJ à la radio (non crédité)
- Anya Monzikova : la présentatrice des prix (non créditée)

Dans leur propre rôle (caméos) :
- Tobey Maguire (crédité dans la fausse bande-annonce seulement)
- Maria Menounos (VF : Pascale Chemin)
- Tyra Banks
- Alicia Silverstone
- Jason Bateman
- Jon Voight
- The Mooney Suzuki (non crédités)
- Jennifer Love Hewitt (VF : Sophie Arthuys)
- Martin Lawrence (image d'un film policier dans lequel Ben Stiller est déguisé en femme).
- Lance Bass

## Production

### Genèse du film

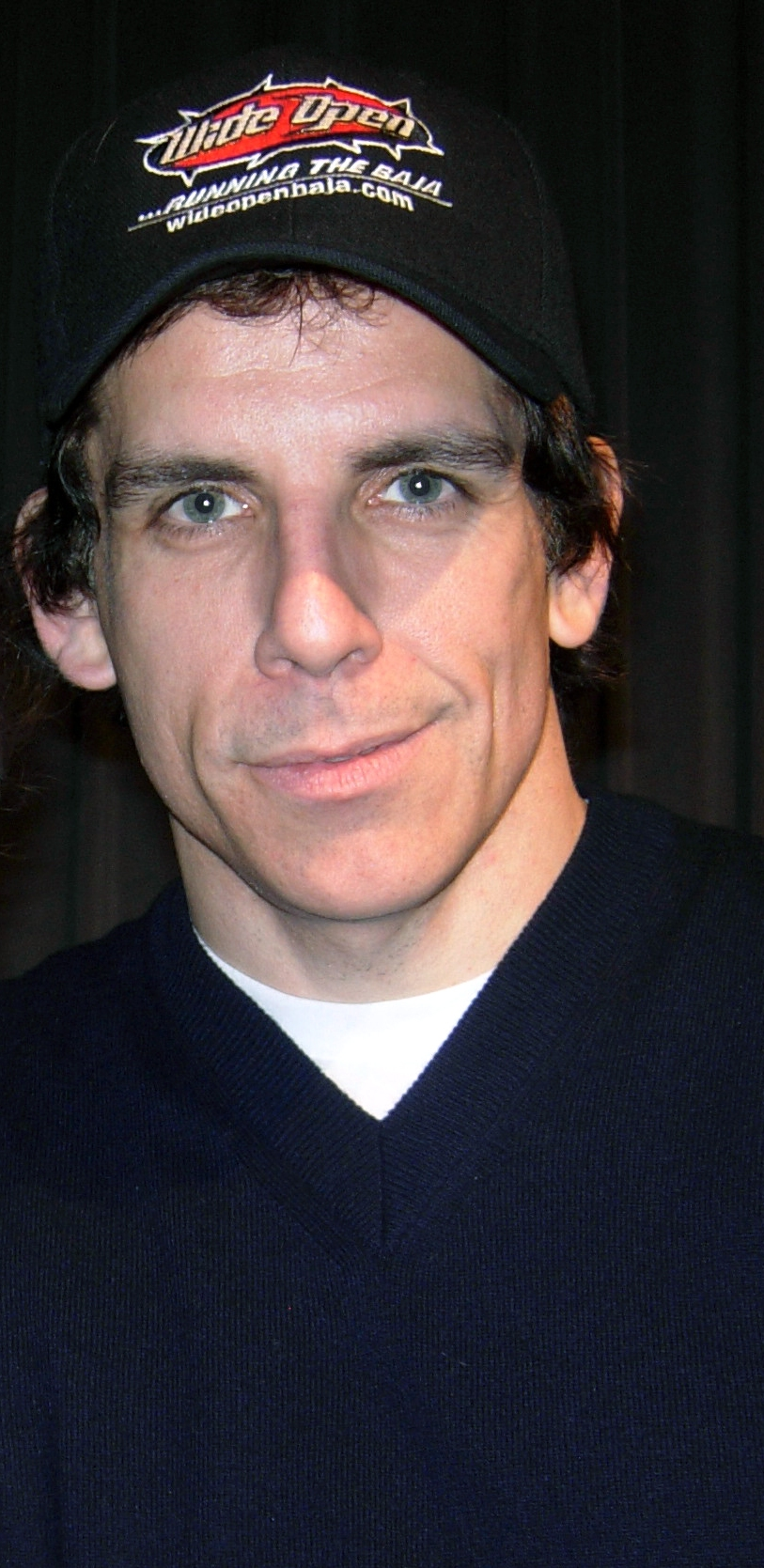
L'acteur, co-scénariste et réalisateur Ben Stiller en décembre 2008.

Ben Stiller a développé l'idée de Tonnerre sous les tropiques pendant le tournage d'Empire du soleil, dans lequel il tenait un rôle secondaire.

« L'idée du film est née en 1987. J’avais à cette époque un tout petit rôle dans Empire du soleil de Steven Spielberg, et tous mes amis acteurs tournaient des films sur la guerre du Viêt Nam : Platoon, Hamburger Hill, etc., auxquels ils se préparaient en suivant pendant deux semaines un semblant de stage commando. En interview, ils ne manquaient jamais de souligner la « dureté » et « l'intensité » de cette expérience qui les avait rendus « solidaires » les uns des autres. Je trouvais leurs propos à mourir de rire, car ces prétendus stages n'avaient évidemment qu'un très lointain rapport avec les expériences des soldats sur le terrain. Cette façon de se mettre en valeur m'amusait, mais je ne savais pas encore quel parti en tirer. »

— Ben Stiller, réalisateur, scénariste et interprète de Tugg Speedman.
Par la suite, Stiller s'est associé à Justin Theroux, mais ils furent bloqués à la « fin du premier acte ». Ils ont attendu cinq ans et l'arrivée d'Etan Cohen pour réussir à écrire ce qui allait donner ce film. Le script final a été développé pour faire une satire de films de guerre sur le Vietnam, tels que Apocalypse Now, Platoon, Full Metal Jacket, Hamburger Hill ou Voyage au bout de l'enfer,. Les dialogues, en partie improvisés par le storyboard, furent développés sur le plateau par les acteurs.

### Attribution des rôles
Etan Cohen a écrit le rôle de Kirk Lazarus pour tourner en dérision les acteurs qui se jettent dans leur rôle jusqu'à un point extrême,. Le rôle est confié à Robert Downey Jr., qui fut contacté par Stiller pendant des vacances à Hawaï. Downey a accepté le rôle, mais ne savait pas comment commencer la construction du personnage d'Osiris (le personnage qu'incarne Lazarus dans le film en tournage). Il a réussi à trouver un modèle de discours, puis a auditionné pour la voix de Lazarus par téléphone. Stiller a approuvé immédiatement. L'acteur a également révélé qu'il s'est inspiré des acteurs Daniel Day-Lewis, Colin Farrell et Russell Crowe. Le personnage de Lazarus était irlandais dans le script initial, mais fut modifié car Downey a déclaré qu'il lui était plus facile d'improviser avec un accent australien, comme il avait déjà fait pour Tueurs nés. Le maquillage de Downey nécessitait deux heures de maquillage.
Tom Cruise, initialement pressenti pour incarner le rôle de l'agent Rick Peck, suggéra d'ajouter un personnage de producteur, idée qui fut incorporée au script. Cruise et Stiller ont travaillé ensemble sur le personnage de Les Grossman, homme d'affaires violent et égocentrique. Le rôle demande que Cruise porte un fatsuit (en) pour lui donner de l'embonpoint, de grosses mains prothétiques et un bald cap, pour la calvitie,. Les Grossman étant à l'origine une caricature peu élogieuse du producteur de films Scott Rudin, accusé de comportements violents et de harcèlement à répétition envers ses salariés.
De plus, son personnage danse sur la musique Low de Flo Rida, notamment au moment où Grossman essaie d'acheter Rick Peck avec de l'argent qui coule à flots et des voyages en avion. Son rôle de « gros chauve » devant rester secret jusqu'à la sortie du film, la Paramount avait refusé de livrer des photos de Cruise en costume et maquillé. Malgré tout, un paparazzi qui avait réussi à en prendre fut poursuivi afin de les faire retirer, même celles diffusées sur Internet.
Le rôle de Jeff Portnoy, star du cinéma comique pétomane et drogué, est inspiré de l'acteur Chris Farley et fut écrit pour Jack Black, ami de Ben Stiller et membre du Frat Pack, comme ce dernier.
L'acteur Owen Wilson devait incarner Rick Peck mais dut renoncer au tournage à la suite d'une hospitalisation. Le rôle fut finalement confié à Matthew McConaughey.
Ben Stiller incarne Tugg Speedman, qui est partiellement basé sur Sylvester Stallone et Brandon T. Jackson incarne la star du rap Alpa Chino, dont le rôle fut initialement pressenti pour Mos Def.
Ben Stiller et Robert Downey Jr. se retrouvent 9 ans après Black and White sorti en 1999.

### Tournage
Le tournage a lieu du 9 juillet à décembre 2007. Après avoir brièvement envisagé de tourner les extérieurs en Californie, les producteurs de Tonnerre sous les Tropiques jetèrent leur dévolu sur l'île de Kauai, ayant déjà servi de décor à de nombreux films, dont Jurassic Park. Certaines scènes du film furent tournés à Los Angeles et à Universal Studios, en Californie.

### Musique

#### Tropic Thunder: Original Motion Picture Score
La musique originale est composée par Theodore Shapiro.
| 1.  | You're My Brother      | 2:58 |
| 2.  | Four Leaf's Plan       | 2:39 |
| 3.  | Lead Farmer            | 3:56 |
| 4.  | Enter the Dragons      | 0:58 |
| 5.  | Bad Feeling About This | 0:52 |
| 6.  | Flaming Dragons        | 2:32 |
| 7.  | Panda Attack           | 1:17 |
| 8.  | Panda Call             | 0:47 |
| 9.  | The Golden Triangle    | 2:52 |
| 10. | A Night at the Theater | 0:48 |
| 11. | Don't Judge Me         | 3:27 |
| 12. | Portnoy's Plan         | 0:36 |
| 13. | The Wet Offensive      | 1:51 |
| 14. | Shadow Me, Pinocchio   | 0:49 |
| 15. | Flamethrower           | 1:46 |
| 16. | Breakdown Under        | 2:01 |
| 17. | Truck Escape           | 1:00 |
| 18. | Blow the Bridge        | 2:21 |
| 19. | Real Tears             | 3:19 |
| 20. | Simple Jack Trailer    | 1:14 |
| 21. | Satan's Alley          | 0:53 |
| 22. | Cue Bill Conti         | 1:06 |

#### Tropic Thunder: Original Motion Picture Soundtrack
L'album Tropic Thunder: Original Motion Picture Soundtrack contient des chansons de divers artistes comme The Temptations, MC Hammer, Creedence Clearwater Revival, Edwin Starr. Le single Name of the Game de The Crystal Method est un remix exclusif.
Plusieurs titres apparaissant dans le film sont cependant absents de l'album : Cum On Feel the Noize de Quiet Riot, Sympathy for the Devil de The Rolling Stones, For What It's Worth de Buffalo Springfield, Low de Flo Rida & T-Pain et Get Back de Ludacris.
| 1.  | Name of the Game (The Crystal Method's Big Ass T.T. Mix) | Ken Jordan, Scott Kirkland, Tom Morello                                      | The Crystal Method           | 5:11 |
| 2.  | Ball of Confusion (That's What the World Is Today)       | Barrett Strong, Norman J. Whitfield                                          | The Temptations              | 4:08 |
| 3.  | Run Through the Jungle                                   | John Fogerty                                                                 | Creedence Clearwater Revival | 3:05 |
| 4.  | Sadeness (Part I)                                        | M. C. Curly, David Fairstein, Frank Peterson                                 | Enigma                       | 4:13 |
| 5.  | U Can't Touch This                                       | Rick James, MC Hammer, Alonzo Miller                                         | MC Hammer                    | 4:14 |
| 6.  | Ready Set Go                                             | Nick Grant                                                                   | Ben Gidsjoy                  | 5:00 |
| 7.  | I Just Want to Celebrate                                 | Dino Fekaris, Nickolas Zesses                                                | The Mooney Suzuki            | 3:51 |
| 8.  | I'd Love to Change the World                             | Alvin Lee                                                                    | Ten Years After              | 3:43 |
| 9.  | The Pusher                                               | Hoyt Axton                                                                   | Steppenwolf                  | 5:48 |
| 10. | Movin' on Up                                             | Jeff Barry, Ja'net DuBois                                                    | Ja'net DuBois                | 1:08 |
| 11. | Frankenstein                                             | Edgar Winter                                                                 | The Edgar Winter Group       | 4:45 |
| 12. | Sometimes When We Touch                                  | Dan Hill, Barry Man                                                          | Dan Hill                     | 4:08 |
| 13. | War                                                      | Strong, Whitfield                                                            | Edwin Starr                  | 4:08 |
| 14. | I Love Tha Pussy                                         | Cisco Adler, Darryl Farmer, Micah Givens, Ronald Jackson, Brandon T. Jackson | Brandon T. Jackson           | 3:23 |

## Accueil

### Accueil critique
Tonnerre sous les tropiques a obtenu les éloges de la critique, avec 83 % de critiques favorables sur le site Rotten Tomatoes et 71⁄100 sur le site Metacritic, basé sur 39 critiques. Le site Allociné lui attribue une moyenne de 3.6⁄5, à partir de 25 critiques collectées.

### Box-office
Sorti dans 3 319 salles aux États-Unis, Tonnerre sous les tropiques prend directement la première place du box-office avec 25 812 796 $ de recettes engrangées le premier week-end d'exploitation. Il est parvenu à déloger The Dark Knight, resté en tête durant quatre semaines. En première semaine complète, il totalise 49 567 720 $ de recettes. Il reste en première place durant les deux semaines suivantes avec un cumul de 89 310 919 $.
| Pays ou région    | Box-office      | Date d'arrêt du box-office | Nombre de semaines |
| ----------------- | --------------- | -------------------------- | ------------------ |
| États-Unis Canada | 110 515 313 $   | 13 novembre 2008           | 13                 |
| France            | 567 831 entrées | 6 janvier 2009             | 12                 |
| Total mondial     | 188 072 649 $   | 5 avril 2009               | -                  |

## Distinctions

### Récompenses
| Récompenses 2008-2009 du film Tonnerre sous les tropiques | Récompenses 2008-2009 du film Tonnerre sous les tropiques | Récompenses 2008-2009 du film Tonnerre sous les tropiques | Récompenses 2008-2009 du film Tonnerre sous les tropiques |
| Années                                                    | Évènements                                                | Catégories / Récompenses                                  | Lauréat(es)                                               |
| --------------------------------------------------------- | --------------------------------------------------------- | --------------------------------------------------------- | --------------------------------------------------------- |
| 2008                                                      | Austin Film Critics Association                           | Prix de la révélation de l'année                          | Danny McBride                                             |
| 2008                                                      | Boston Society of Film Critics Awards                     | Meilleure distribution                                    | Tonnerre sous les tropiques                               |
| 2008                                                      | Festival du film de Hollywood                             | Comédie de l'année                                        | Ben Stiller                                               |
| 2008                                                      | Golden Schmoes Awards                                     | Meilleur film de comédie de l'année                       | Tonnerre sous les tropiques                               |
| 2008                                                      | Golden Trailer Awards                                     | Meilleure bande-annonce d’une comédie                     | Tonnerre sous les tropiques                               |
| 2009                                                      | BMI Film and TV Awards                                    | Prix BMI de la meilleure musique de film                  | Theodore Shapiro                                          |
| 2009                                                      | Casting Society of America                                | Meilleur casting pour un film de comédie à gros budget    | Francine Maisler                                          |
| 2009                                                      | Central Ohio Film Critics Association Awards              | Acteur de l'année                                         | Robert Downey Jr.                                         |
| 2009                                                      | Critics' Choice Movie Awards                              | Meilleure comédie                                         | Tonnerre sous les tropiques                               |
| 2009                                                      | Young Artist Awards                                       | Meilleur second rôle masculin dans un film (Jeune acteur) | Brandon Soo Hoo                                           |

### Nominations
| 2008 | Alliance of Women Film Journalists                                   | Meilleur acteur dans un second rôle                | Robert Downey Jr                                                                                       |
| 2008 | Awards Circuit Community Awards                                      | Meilleur acteur dans un second rôle                | Robert Downey Jr.                                                                                      |
| 2008 | Black Reel Awards                                                    | Meilleur acteur dans un second rôle                | Brandon T. Jackson                                                                                     |
| 2008 | Boston Society of Film Critics Awards                                | Meilleur acteur dans un second rôle                | Robert Downey Jr.                                                                                      |
| 2008 | Chicago Film Critics Association Awards                              | Meilleur acteur dans un second rôle                | Robert Downey Jr.                                                                                      |
| 2008 | Dallas-Fort Worth Film Critics Association Awards                    | Meilleur acteur dans un second rôle                | Robert Downey Jr.                                                                                      |
| 2008 | Detroit Film Critics Society Awards                                  | Meilleure distribution                             | Tonnerre sous les tropiques                                                                            |
| 2008 | Detroit Film Critics Society Awards                                  | Meilleur acteur dans un second rôle                | Robert Downey Jr.                                                                                      |
| 2008 | Golden Schmoes Awards                                                | Meilleur acteur de l'année dans un second rôle     | Robert Downey Jr.                                                                                      |
| 2008 | Golden Schmoes Awards                                                | Personnage le plus cool de l'année                 | Kirk Lazarus                                                                                           |
| 2008 | Golden Schmoes Awards                                                | Meilleure réplique de l'année                      | « Tu es devenu complètement attardé, mec. Ne deviens jamais complètement retardé »                     |
| 2008 | Golden Schmoes Awards                                                | Meilleure réplique de l'année                      | « Je sais quel mec je suis. Je suis le mec qui joue le mec, déguisé en un autre mec ! »                |
| 2008 | Golden Schmoes Awards                                                | Meilleur DVD / Blu-Ray de l'année                  | Tonnerre sous les tropiques                                                                            |
| 2008 | Houston Film Critics Society Awards                                  | Meilleure distribution                             | Tonnerre sous les tropiques                                                                            |
| 2008 | Houston Film Critics Society Awards                                  | Meilleur acteur dans un second rôle                | Tom Cruise                                                                                             |
| 2008 | Houston Film Critics Society Awards                                  | Meilleur acteur dans un second rôle                | Robert Downey Jr.                                                                                      |
| 2008 | Indiewire Critics' Poll                                              | Meilleur acteur dans un second rôle                | Robert Downey Jr.                                                                                      |
| 2008 | International Film Music Critics Award (IFMCA)                       | Meilleure musique originale pour un film comique   | Theodore Shapiro                                                                                       |
| 2008 | New York Film Critics Circle Awards                                  | Meilleur acteur dans un second rôle                | Robert Downey Jr.                                                                                      |
| 2008 | Satellite Awards                                                     | Meilleur film musical ou comédie                   | Tonnerre sous les tropiques                                                                            |
| 2008 | Satellite Awards                                                     | Meilleur acteur dans un second rôle                | Robert Downey Jr.                                                                                      |
| 2008 | Southeastern Film Critics Association Awards                         | Meilleur acteur dans un second rôle                | Robert Downey Jr.                                                                                      |
| 2008 | St. Louis Film Critics Association                                   | Meilleure comédie ou film musical                  | Tonnerre sous les tropiques                                                                            |
| 2008 | St. Louis Film Critics Association                                   | Meilleur acteur dans un second rôle                | Robert Downey Jr.                                                                                      |
| 2008 | Toronto Film Critics Association Awards                              | Meilleur acteur dans un second rôle                | Robert Downey Jr.                                                                                      |
| 2009 | Academy of Science Fiction, Fantasy and Horror Films - Saturn Awards | Meilleur maquillage                                | Gerald Quist                                                                                           |
| 2009 | American Cinema Editors                                              | Meilleur montage d'un film comique ou musical      | Greg Hayden                                                                                            |
| 2009 | BAFTA Awards                                                         | Meilleur acteur dans un second rôle                | Robert Downey Jr.                                                                                      |
| 2009 | Critics' Choice Movie Awards                                         | Meilleur acteur dans un second rôle                | Robert Downey Jr.                                                                                      |
| 2009 | Empire Awards                                                        | Meilleure comédie                                  | Tonnerre sous les tropiques                                                                            |
| 2009 | Gold Derby Awards                                                    | Meilleur acteur dans un second rôle                | Robert Downey Jr.                                                                                      |
| 2009 | Gold Derby Awards                                                    | Meilleur maquillage et coiffure                    | Rick Baker et Michèle Burke                                                                            |
| 2009 | Golden Globes                                                        | Meilleur acteur dans un second rôle                | Tom Cruise                                                                                             |
| 2009 | Golden Globes                                                        | Meilleur acteur dans un second rôle                | Robert Downey Jr.                                                                                      |
| 2009 | Il Festival Nazionale del Doppiaggio Voci nell'Ombra                 | Meilleure doublage voix d'un acteur de second rôle | Angelo Maggi (pour le doublage de Robert Downey Jr.)                                                   |
| 2009 | International Online Cinema Awards (INOCA)                           | Meilleur acteur dans un second rôle                | Robert Downey Jr.                                                                                      |
| 2009 | International Online Cinema Awards (INOCA)                           | Meilleur maquillage et coiffure                    | Tonnerre sous les tropiques                                                                            |
| 2009 | MTV Movie & TV Awards                                                | Meilleur moment « WTF »                            | Ben Stiller (« dégustation de la tête décapitée »)                                                     |
| 2009 | Online Film and Television Association                               | Meilleur acteur dans un second rôle                | Robert Downey Jr.                                                                                      |
| 2009 | Online Film and Television Association                               | Meilleurs maquillages et coiffures                 | Rick Baker, Kate Biscoe, John Blake, Beth Buckwalter Miller, Greg Nelson, Gerald Quist et Kristin Wahl |
| 2009 | Online Film Critics Society Awards                                   | Meilleur acteur dans un second rôle                | Robert Downey Jr.                                                                                      |
| 2009 | Oscars                                                               | Meilleur acteur dans un second rôle                | Robert Downey Jr.                                                                                      |
| 2009 | Russian National Movie Awards                                        | Meilleur blockbuster                               | Tonnerre sous les tropiques                                                                            |
| 2009 | Screen Actors Guild Awards                                           | Meilleur acteur dans un second rôle                | Robert Downey Jr.                                                                                      |
| 2009 | Teen Choice Awards                                                   | Meilleure comédie romantique                       | Tonnerre sous les tropiques                                                                            |
| 2009 | Teen Choice Awards                                                   | Meilleur acteur dans un film de comédie            | Ben Stiller                                                                                            |
| 2009 | Teen Choice Awards                                                   | Meilleure crise de colère                          | Robert Downey Jr.                                                                                      |

## Éditions en vidéo
- En France, le film Tonnerre sous les tropiques est sorti en DVD version non censurée et Blu-ray version non censurée le 15 avril 2009[42],[43], ainsi qu'en VOD le 15 octobre 2017[8].

## Autour du film
- La série de fausses bandes-annonces (« Boulensueur » et « Burnotop », Le Rôtisseur 6 : Fusion planétaire, Les Gros Lards : le re-prout, et L'Allée de Satan) au ton parodique et présentant les acteurs du film dans le film, procédé semblable à celui utilisé entre les films Grindhouse : Boulevard de la mort et Planète Terreur.
- La scène d'ouverture avec les hélicoptères partant en mission en survolant les paysages du Viêt Nam est une reprise de la scène des Walkyries d'Apocalypse Now.
- La mort du personnage ''Feuille-de-Trèfle'' au début du film est une parodie de la mort du sergent Elias Grodin de Platoon.
- Le bombardement accidentel de la jungle du Viet Nam est une parodie du bombardement au napalm dans Apocalypse Now.
- Le personnage de Les Grossman est une parodie inventée par Tom Cruise du producteur Scott Rudin.
- Tom Cruise a repris son rôle de Les Grossman le temps d'une soirée, celle des MTV Music Awards le 6 juin 2010. Lors de cet évènement, lui et Jennifer Lopez ont enflammé la scène avec un pas de danse endiablé.
- Le personnage de Les Grossman apparait dans le clip de la chanson Best Song Ever des One Direction.